# 澤爾卡 (巴拉尼夫卡區)
50°20′52″N 27°20′44″E / 50.34778°N 27.34556°E
澤爾卡（烏克蘭語：Зірка），是烏克蘭北部的村莊，隸屬日托米爾州的茲維亞赫爾區。該村面積7.04平方公里，海拔高度234米，2001年人口115，人口密度每平方公里16.33人。